# Cot Papeuenrahu
Cot Papeuenrahu är en kulle i Indonesien.   Den ligger i provinsen Aceh, i den västra delen av landet, 1 700 km nordväst om huvudstaden Jakarta. Toppen på Cot Papeuenrahu är 125 meter över havet.
Terrängen runt Cot Papeuenrahu är kuperad söderut, men norrut är den platt. Terrängen runt Cot Papeuenrahu sluttar norrut.  Trakten runt Cot Papeuenrahu är nära nog obefolkad, med mindre än två invånare per kvadratkilometer. Närmaste större samhälle är Reuleuet, 19,6 km öster om Cot Papeuenrahu. I omgivningarna runt Cot Papeuenrahu växer i huvudsak städsegrön lövskog.